# Główny Geolog Kraju
Główny Geolog Kraju – stanowisko w strukturze dawniej Ministerstwa Środowiska a obecnie Ministerstwa Klimatu i Środowiska. Do zadań osoby piastującej to stanowisko należy wykonywanie kompetencji Ministra Środowiska z zakresu:
- administracji geologicznej, w tym zatwierdzania krajowego bilansu zasobów złóż kopalin;
- nadzoru nad wykonywaniem zadań państwowej służby geologicznej. Zgodnie z art. 156 ust. 2 pkt 1 ustawy z dnia 9 czerwca 2011 r. - Prawo geologiczne i górnicze[1], Głównym Geologiem Kraju może być wyłącznie sekretarz lub podsekretarz stanu w urzędzie obsługującym ministra właściwego do spraw środowiska.

## Zadania z zakresu administracji geologicznej
Do zadań Ministra Klimatu i Środowiska, wykonywanych przy pomocy Głównego Geologa Kraju, zaliczanych do administracji geologicznej należą:
- podejmowanie rozstrzygnięć w oparciu o przepisy Prawa geologicznego i górniczego, w szczególności:

1. udzielanie koncesji na poszukiwanie lub rozpoznawanie złóż kopalin strategicznych, a także koncesji na wydobywanie takich kopalin, na podziemne bezzbiornikowe magazynowanie substancji, podziemne składowanie odpadów oraz wydobywanie kopalin ze złóż w granicach obszarów morskich Rzeczypospolitej Polskiej,
2. zatwierdzanie projektów robót geologicznych oraz dokumentacji geologicznych dotyczących złóż kopalin strategicznych, lub obszarów morskich, regionalnych badań hydrogeologicznych, określania warunków hydrogeologicznych oraz geologiczno-inżynierskich dla potrzeb podziemnego bezzbiornikowego magazynowania substancji albo podziemnego składowania odpadów, regionalnych badań budowy geologicznej kraju, regionalnych prac kartografii geologicznej, ponadwojewódzkich inwestycji liniowych, otworów wiertniczych do rozpoznania budowy głębokiego podłoża, niezwiązanego z dokumentowanie złóż kopalin, a także obiektów budownictwa wodnego o wysokości piętrzenia przekraczającej 5 metrów.

- wykonywanie innych czynności niezbędnych do przestrzegania i stosowania Prawa geologicznego i górniczego.

## Główni Geolodzy Kraju
- od 25 stycznia 2024 – Krzysztof Galos[2]
- 20 października 2020 – 13 grudnia 2023 – Piotr Dziadzio[3][4]
- 1 sierpnia 2019 – marzec 2020 – Piotr Dziadzio[5][6]
- 19 listopada 2015 – 5 czerwca 2019 – Mariusz Orion Jędrysek[7]
- 19 grudnia 2013 – 19 listopada 2015 – Sławomir Brodziński
- 12 grudnia 2011 – 19 grudnia 2013 – Piotr Grzegorz Woźniak
- 26 listopada 2007 – 12 grudnia 2011 – Henryk Jacek Jezierski
- 5 grudnia 2005 – 19 listopada 2007 – Mariusz Orion Jędrysek
- 21 lutego 2005 – 9 listopada 2005 – Andrzej Skowroński
- 2001–2005 – Krzysztof Szamałek
- 1997–2001 – Tadeusz Bachleda-Curuś
- 1994–1997 – Krzysztof Szamałek
- 1991–1994 – Michał Wilczyński
- 1989–1991 – Wojciech Brochwicz-Lewiński
- 1985–1989 – Wiesław Śliżewski